# Lui Wüst
Lui Wüst (* 22. Mai 2002) ist ein deutscher Beachvolleyballspieler.

## Karriere
Lui Wüst startete mit dem Beachvolleyball 2017 auf verschiedenen Jugendmeisterschaften. In der U17-Kategorie wurde er mit Toni Wenzlaff Berliner Vizelandesmeister und erreichte bei der deutschen Meisterschaft in Magdeburg Platz fünf. In der U18-Kategorie wurde er mit Moritz Eckardt Berliner Landesmeister und landete mit seinem älteren Bruder Mio bei der deutschen Meisterschaft in Haltern am See auf Platz siebzehn. Ein Jahr später gewann er mit Wenzlaff die Berliner U18- und U19-Meisterschaft. Bei den deutschen Meisterschaften erreichten Wenzlaff/Wüst in Magdeburg Platz fünf in der U18- und in Kiel-Schilksee Platz sieben in der U19-Kategorie. Mit Maximilian Just wurde Wüst außerdem deutscher U17-Vizemeister in Haltern am See.

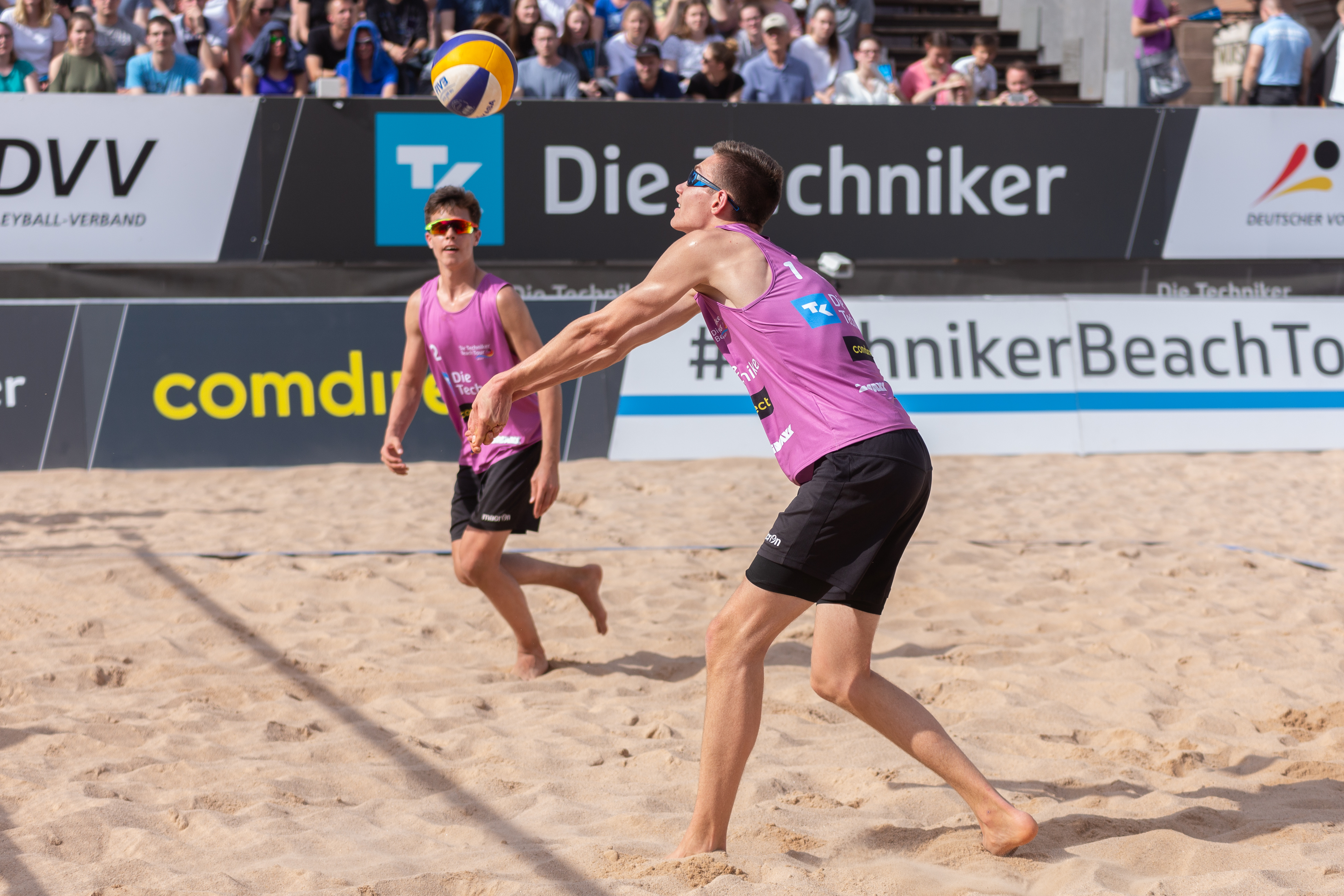
Leon Meier (vorn) und Lui Wüst (hinten) 2019 in Nürnberg

2019 spielte Lui Wüst vorwiegend an der Seite von Leon Meier. Meier/Wüst spielten auf verschiedenen nationalen Turnieren, u. a. auch auf der Techniker Beach Tour 2019 in Münster und in Nürnberg. Im österreichischen Baden wurden sie U18-Europameister. Mit Max Just wurde Wüst außerdem in Magdeburg deutscher U18-Meister. Mit Momme Lorenz erreichte er in Kiel-Schilksee Platz drei in der U19-Kategorie.
2020 wurde Lui Wüst zusammen mit Momme Lorenz in Laboe deutscher U19-Meister und erreichte mit Laurenz Welsch bei der U20-Europameisterschaft im tschechischen Brno den fünften Platz. Ein Jahr später gewann er mit Lorenz in Bochum die deutsche U20-Meisterschaft. Ansonsten war 2021 Max Just sein fester Partner. Just/Wüst erreichten bei der U20-Europameisterschaft im türkischen Izmir Platz fünf und beim nationalen „King of the Court“-Turnier in Hamburg Platz vier. Außerdem qualifizierten sie sich über die German Beach Tour 2021 für die deutsche Meisterschaft in Timmendorfer Strand, bei der sie Platz dreizehn belegten. Anschließend startete Wüst erstmals auf der FIVB World Tour: Mit Robin Sowa erreichte er beim 1-Stern-Turnier im niederländischen Apeldoorn Platz vier und mit Momme Lorenz scheiterte er beim 4-Sterne-Turnier im brasilianischen Itapema an der Qualifikation. Zum Jahresende startete er mit Philipp Huster im thailändischen Phuket auf zwei Weltmeisterschaften und erreichte in der U19- und in der U21-Kategorie jeweils Platz neun. Auf der German Beach Tour 2022 starteten Just/Wüst mit unterschiedlichen Ergebnissen, qualifizierten sich allerdings für die Deutschen Meisterschaft 2022, bei der sie Platz vier erreichten. 2023 waren sie auf mehreren internationalen Future-Turnieren aktiv. Bestes Ergebnis war hier ein vierter Platz in Madrid. Auf der German Beach Tour 2023 war ein dritter Platz in München ihr größter Erfolg. Bei der U22-Europameisterschaft im rumänischen Timisoara wurden sie Vizemeister. Mit Mio Wüst gewann Lui Wüst anschließend das „Rock the Beach“-Turnier auf Borkum. Bei der Deutschen Meisterschaft 2023 erreichten Just/Wüst Platz fünf.
Seit Ende 2023 war Huster Wüsts fester Partner. Auf der German Beach Tour 2024 erreichten die beiden in Düsseldorf Platz fünf, in Bremen Platz drei, in München Platz drei und in Kühlungsborn beim ersten Turnier Platz zwei. Mit seinem Bruder Mio erreichte Wüst in Heidelberg Platz fünf, mit Niklas Held beim zweiten Turnier in München Platz drei und mit Daniel Kirchner beim zweiten Turnier in Kühlungsborn Platz fünf. Bei der Deutschen Meisterschaft 2024 erreichten Huster/Wüst nach vier Siegen das Endspiel, welches sie gegen Nils Ehlers und Clemens Wickler verloren. Mit Paul Henning erreichte Wüst auf der World Pro Tour 2024 bei den drei letzten Challenge-Turnieren in Asien die Plätze dreizehn, sieben und zwei.
Bei den ersten Turnieren in Mexiko auf der World Pro Tour 2025 schieden Henning/Wüst beim Challenge in Yucatán bereits nach der Gruppenphase aus und erreichten beim Elite16 in Quintana Roo Platz fünf. Auf der German Beach Tour 2025 gewannen sie das erste Turnier in Düsseldorf. Im Juni wurden sie beim Challenge-Turnier in Stare Jabłonki Dritte. Im Juli gewannen sie das zweite Turnier in München. Im August erreichen sie bei der Europameisterschaft 2025 in Düsseldorf und beim Challenge-Turnier in Baden jeweils Platz neun sowie beim Elite16 in Montreal Platz fünf.

## Privates
Lui Wüsts Brüder Mio und Tamo spielen auch Volleyball und Beachvolleyball.